# Říp
Der Říp [r̝iːp] Ausspracheⓘ (deutsch Sankt Georgsberg, Georgsberg, Georgenberg, Reif oder auch Raudnitzer Berg) ist ein 456 m hoher Berg im Okres Litoměřice in Tschechien. Er liegt linksseitig der Elbe 6,5 Kilometer südlich der Stadt Roudnice nad Labem (Raudnitz) bei dem Dorf Krabčice (Krabschitz). Der sagenumwobene Berg war lange Zeit ein katholischer Wallfahrtsort und ist in seiner Gesamtheit als nationales Kulturdenkmal ausgewiesen. Wegen seiner auffallend gerundeten Form wird er im Volksmund gelegentlich auch als „Käseglocke“ bezeichnet.

## Geologie
Der aus der böhmischen Ebene markant und hutartig aufgewölbte Berg ist der Rest eines Vulkans, der in der Tertiärzeit (heute: Oligozän) aktiv war. Der zentrale Teil des Berges bildet eine solide Säule aus tertiärem Basalt, die dem ursprünglichen Schlot des Vulkans entspricht, der sich früher mehr als 1000 Meter über das Niveau des heutigen Gipfels erhob. Der freistehende Berg war naturgemäß schnell und intensiv der Verwitterung ausgesetzt, und so finden sich an seiner Basis dicke Schuttschichten, die unter anderem aus losen Basaltblöcken, Quarzsand und kalkhaltiger Schlacke bestehen. In dem Gestein finden sich außerdem erhebliche Mengen Magnetit, so dass hier eine magnetische Anomalie existiert.
Von der Form her ist der Říp ein Tafelberg mit einem elliptischen Gipfelplateau, wobei sich die Langachse etwa 850 Meter in Nord-Süd-Richtung und die Kurzachse rund 500 Meter in Ost-West-Richtung erstreckt.

## Geschichte

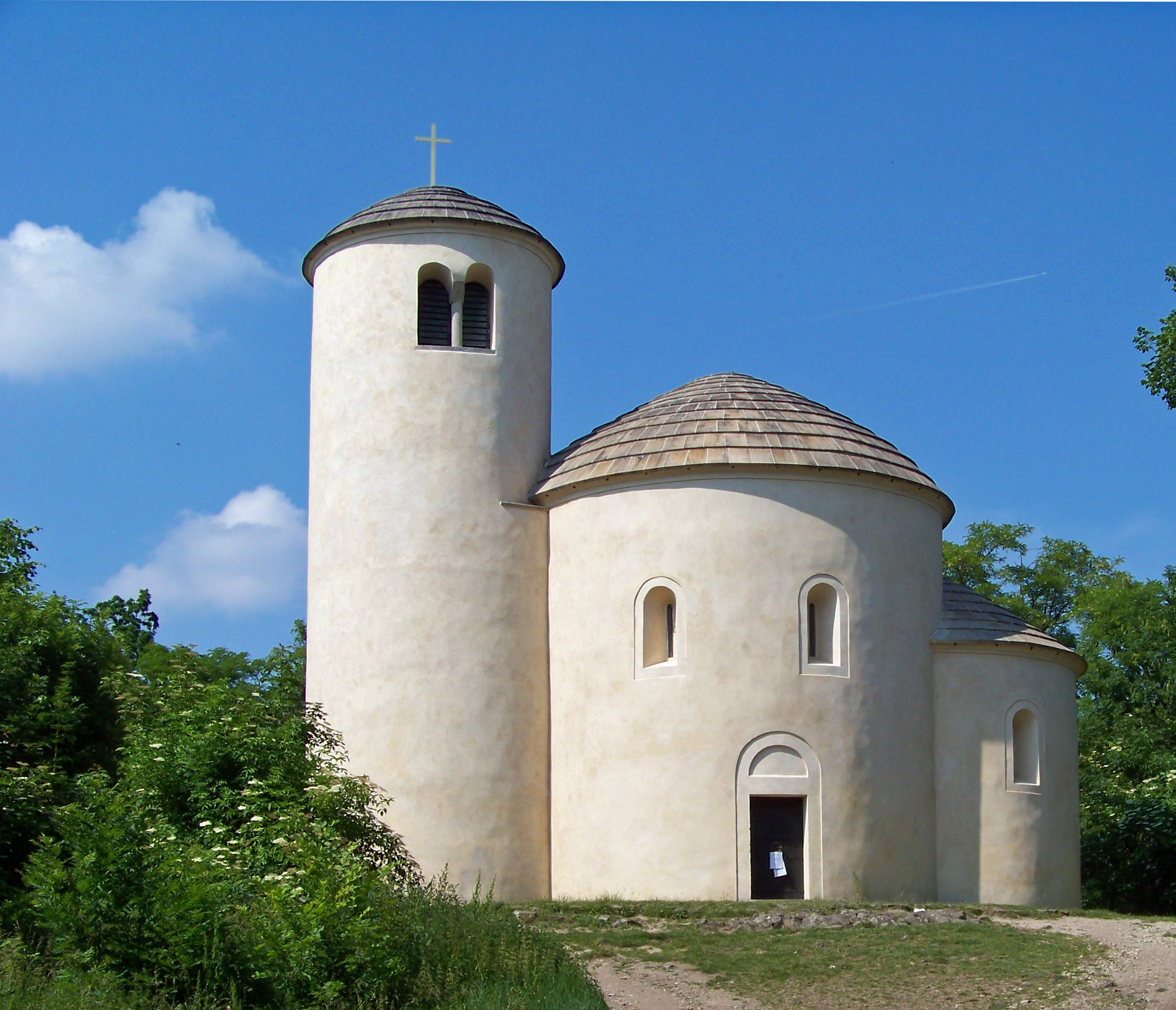
St.-Georgs-Kapelle auf dem Gipfel des Říp

### Gründungslegende
Der Legende nach erreichte der slawische Stammesführer Čech (lat. Boemus) im Jahr 644 n. Chr. den Berg und beschloss, ihn und das umliegende Land für sein Volk in Besitz zu nehmen, vergleichbar mit dem biblischen Moses, der vom Berg Nebo aus das Gelobte Land erblickte. Die erste schriftliche Erwähnung findet diese Legende bei dem Chronisten Cosmas von Prag in seiner Böhmischen Chronik aus dem Jahr 1125. Hierauf beruhend, wird der Gründungsmythos der tschechischen Nation unmittelbar mit dem Berg Říp in Verbindung gebracht. Einen historischen Beleg gibt es indes nicht.

### St.-Georgs-Kapelle
Auf dem Gipfel befindet sich eine den Heiligen St. Georg und St. Adalbert von Prag gewidmete romanische Kapelle, die wegen ihrer charakteristischen Form in Tschechien auch als Říp-Rotunde (tschechisch: Rotunda Říp oder Rotunda na Řípu) bekannt ist. Sie wurde im Jahr 1126 durch Herzog Soběslav I. nach seinem Sieg in der Zweiten Schlacht bei Kulm (Chlumec) über Kaiser Lothar III. an der Stelle einer weitgehend verfallenen hölzernen Kapelle aus dem Beginn des 11. Jahrhunderts errichtet und im selben Jahr durch den Olmützer Bischof Heinrich Zdik geweiht. 1143 übereignete Herzog Vladislav II. den Berg dem neu gegründeten Kloster Strahov (Strahow). Während der Hussitenkriege gelangte der Georgsberg in den Besitz der Vladiken von Cziněves (Tschinowes), die der Kapelle die noch heute vorhandenen zwei Glocken spendeten.

### Wechselnde Besitzverhältnisse
Das Kloster Strahov am Prager Hradschin, das seit 1515 wieder Besitzer des Berges war, verkaufte ihn 1577 an Wilhelm von Rosenberg. Als dieser 1592 starb, gelangte der Georgsberg zusammen mit der Herrschaft Raudnitz über Wilhelms Witwe Polyxena durch Heirat an Zdeněk Vojtěch Popel von Lobkowitz.
Der Berg blieb über 350 Jahre im Besitz der Fürsten Lobkowitz, ehe sie 1948 im Zuge des Februarumsturzes enteignet wurden. In der Folge wurde die Kapelle säkularisiert und zu einer nationalen Gedenkstätte umgewidmet. Nach der Samtenen Revolution 1989 erhielt die Raudnitzer Linie der Familie Lobkowicz Teile ihres Besitzes, darunter auch den Berg Říp, zurück.

### Heutige Situation
Seit 1963 ist der Berg als Ganzes ein tschechisches Kulturdenkmal. Die Kapelle ist seit 1989 wieder ein Gotteshaus der katholischen Kirche, erfüllt daneben de facto jedoch auch weiterhin die Funktion einer nationalen Pilgerstätte; sie ist im Sommerhalbjahr für Besucher geöffnet. In Sichtweite der Kapelle befindet sich eine 1907 errichtete hölzerne Baude („Boumova chata“), in der damals wie heute mit einfachen, typisch tschechischen Gerichten für das leibliche Wohl der Besucher gesorgt wird. Der Aufgang zum Berg erfolgt über einen steilen, teilweise asphaltierten Weg, der allerdings nicht als barrierefrei gelten kann.
Am 11. Februar 1998 wurde der Asteroid (7711) Říp nach dem Berg benannt.

## Nationale Bedeutung des Berges

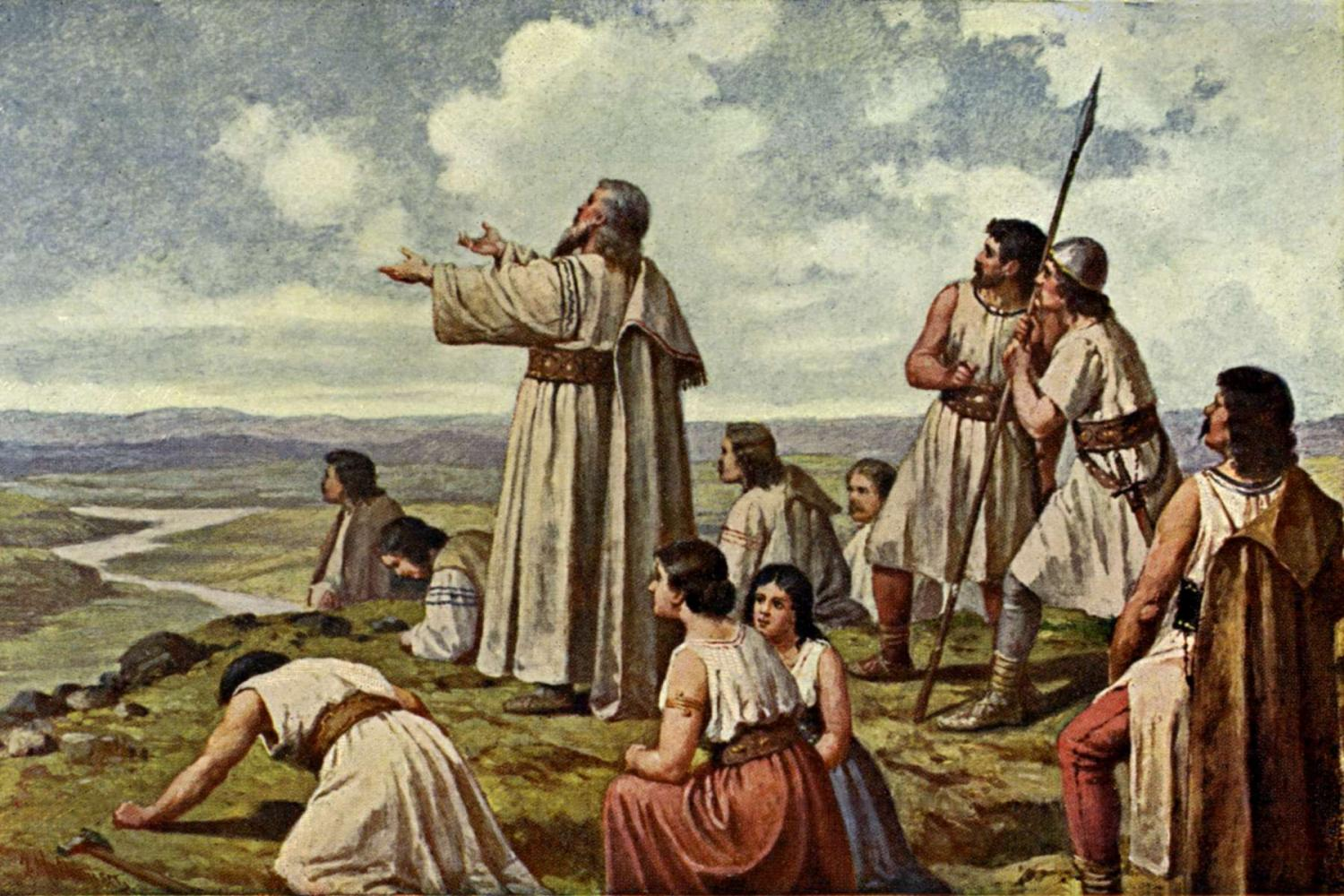
Der sagenhafte Landesvater Čech auf dem Říp, von Josef Mathauser (1846–1917)

Nachdem der Berg durch den Chronisten Cosmas von Prag als eine Art Keimzelle des tschechischen Landes beschrieben worden war, wurde er mit Beginn der nationalen Erweckung in der Mitte des 19. Jahrhunderts zu einem Symbol der Nationalen Wiedergeburt der Tschechen. 1848 fand auf dem Berg eine Feier anlässlich der Aufhebung der Frondienste und der Erbuntertänigkeit statt. Für den Bau des Nationaltheaters in Prag brach man am 10. Mai 1868 in einer feierlichen Veranstaltung nach einer flammenden Rede des Schriftstellers Karel Sabina vor 20.000 Menschen den Grundstein aus dem Massiv des Říp. Danach wurde der Grundstein in einem feierlichen Geleit nach Prag transportiert.

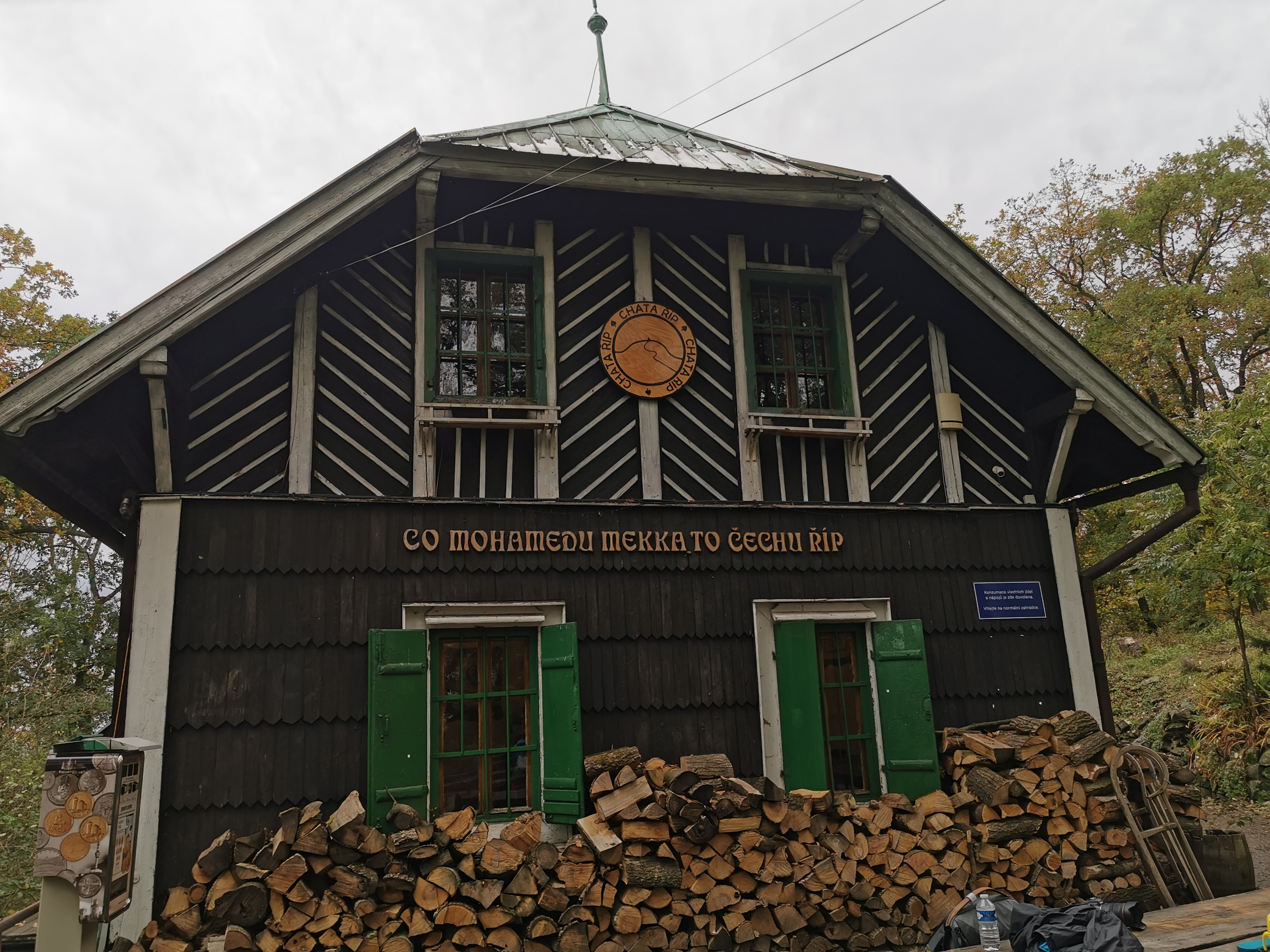
Baude auf dem St.-Georgs-Berg

Im Zuge der tschechischen Nationalbewegung erlangte der Berg einen geradezu kultischen Charakter. Jeder Tscheche, so hieß es, sollte zumindest einmal in seinem Leben auf den Říp gestiegen sein. Die auffällige Parallele zum Haddsch des Islam wurde dabei aktiv aufgegriffen. Die 1907 am Rand des Gipfelplateaus errichtete Baude trägt die Aufschrift: „Co Mohammedu Mekka, to Čechu Říp“ („Was Mekka für Mohammed, ist der Říp für Čech“).
1914 fand hier eine Demonstration gegen den Ersten Weltkrieg statt, 1939 demonstrierten Tschechen gegen die deutsche Besetzung ihres Heimatlandes und die Errichtung des Protektorats Böhmen und Mähren.
Zahlreiche Dichter haben den Říp in ihren Werken gewürdigt. In seinem 1938 erschienenen patriotischen Gedicht „Zpěv rodné zemi“ („Singen für das Heimatland“) vergleicht der tschechische Dichter Josef Hora den Berg mit einer Mutterbrust, was zweifellos nicht nur auf seine charakteristische Form bezogen ist, sondern auch im übertragenen Sinn verstanden werden soll. Dieser Vergleich wurde in der Folge auch von anderen Dichtern aufgegriffen und wirkt bis heute fort.

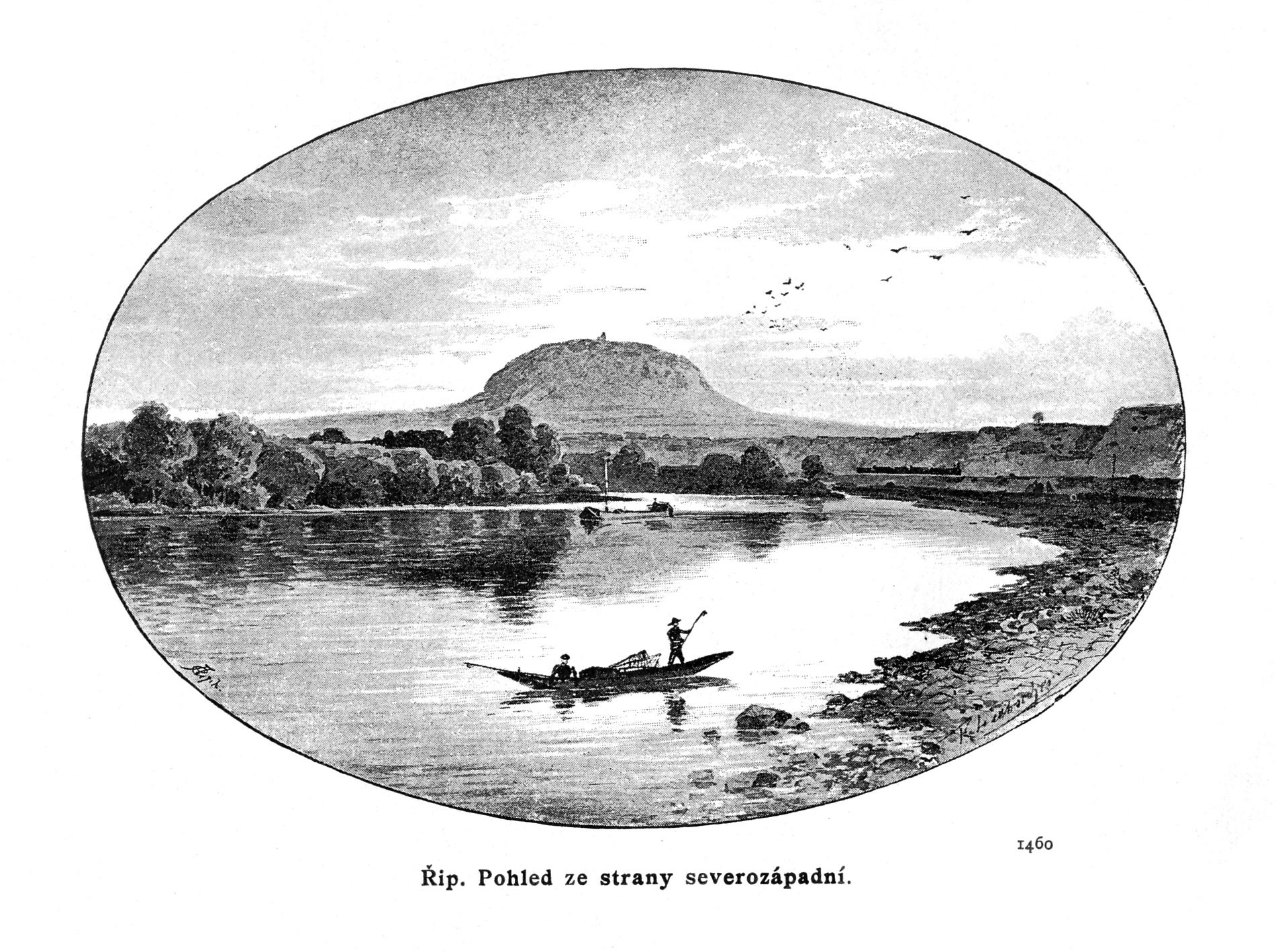
Die Mutterbrust der tschechischen Nation: Der Říp von Nordwesten her gesehen; im Vordergrund die Elbe (Zeichnung von Karl Liebscher, 1886)

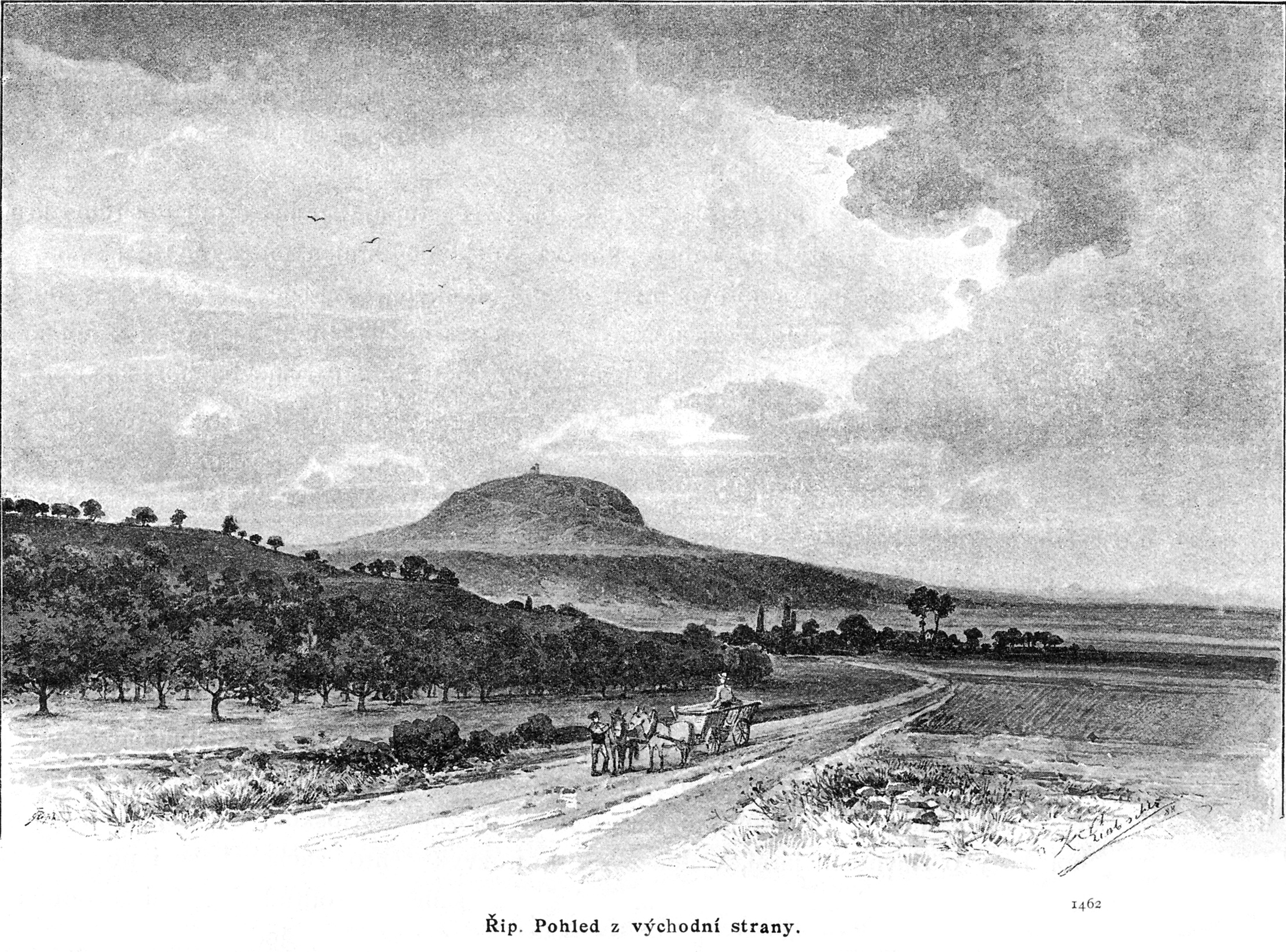
Der damals auf der Kuppe noch unbewachsene Říp von Osten (Zeichnung von Karl Liebscher, 1886)

## Naturschutz
2011 wurden 81,4 Hektar des Berges unter Naturschutz gestellt. Hier kommen seltene Pflanzen wie der Böhmen-Gelbstern oder der Deutsche Ziest und Tierarten wie Hirschkäfer und Wolfsmilchschwärmer vor.

## Namensherkunft
Der tschechische Name „Říp“ tauchte erstmals um 1125 in der Chronik des Cosmas von Prag auf. Der Wortstamm „rip“ ist germanischen Ursprungs und bedeutet so viel wie „Berg“, „Erhebung“ (vgl. das deutsche „Riff“). Es wird vermutet, dass er bei der Einwanderung der Tschechen von den dort zuvor lebenden germanischen Stämmen oder aber später durch den Kontakt mit deutschen Kaufleuten in die tschechische Sprache übernommen worden ist. Der deutsche Name „Georgenberg“ und seine Varietäten hingegen sind wesentlich jüngeren Ursprungs und stammen aus der Zeit, als man dem Hl. Georg auf dem Berg eine Kapelle widmete.